# Dor (Indus)
Der Dor ist ein linker Nebenfluss des Indus im Norden Pakistans.
Der Dor entspringt knapp 20 km östlich der Distrikthauptstadt Abbottabad in den westlichen Ausläufern des Himalaya. Er strömt in überwiegend westsüdwestlicher Richtung. Die Städte  Havelian und Haripur liegen an seinem linken Flussufer. Im Unterlauf wendet sich der Dor nach Nordwesten und mündet schließlich in den Stausee der Tarbela-Talsperre. Der Dor hat eine Länge von etwa 60 km. Er entwässert ein Areal von 650 km². 
Das Einzugsgebiet des Dor liegt im Einflussbereich des Monsuns, so dass es in den Sommermonaten zu starken Niederschlägen kommt und der Fluss in dieser Zeit eine hohe Wasserführung aufweist.